# Tuberías en paralelo

## Definición
Un sistema de tuberías en paralelo está formado por un conjunto de tuberías que se originan en un mismo punto inicial y terminan en un único punto final.

Para un sistema general de n tuberías en paralelo se verifica que:
- El caudal total del sistema, es la suma de los caudales individuales de cada una de las tuberías (ecuación de continuidad)

{\displaystyle Q_{T}=\sum _{i=1}^{n}Q_{i}=Q_{1}+Q_{2}+Q_{3}+...+Q_{n}}
{\displaystyle Q_{i}=v_{i}A_{i}}
{\displaystyle Q_{T}=\sum _{i=1}^{n}Q_{i}=v_{1}A_{1}+v_{2}A_{2}+v_{3}A_{3}+...+v_{n}A_{n}}
- La pérdida de carga total del sistema es igual a la pérdida de carga evaluada en una tubería cualquiera. Esta perdida de carga, es un valor constante en cada una de las tuberías del sistema, es decir la pérdida de carga individual de cualquier tubería del sistema es igual a la pérdida de carga total del sistema:

{\displaystyle \Delta h_{T}=h_{i}=h_{f_{i}}+h_{m_{i}}\quad i=1,2,3\ldots n}
Donde {\displaystyle h_{f_{i}}} y {\displaystyle h_{m_{i}}} son las pérdidas primarias y secundarias en cada una de las tuberías del sistema.
Se entiende por pérdida de carga primaria, a la pérdida de carga producida en la tubería por la fricción del fluido con las paredes internas de la misma. Aumenta a medida que aumenta la velocidad del fluido, o a medida que disminuye el diámetro interno de la tubería.
Pérdida de carga secundaria (o pérdida local), es la pérdida de carga producida en algún accesorio que exista en la tubería. Los accesorios pueden ser acoples, niples, codos, llaves o válvulas, "T", ampliaciones (gradual o brusca), reducciones (gradual o brusca), uniones, etc. Debido al valor de esta magnitud, se recomienda que sea considerada en el cálculo de la pérdida de carga de la tubería.

## Ejemplo
Sistema de 3 tuberías en paralelo entre A y B

## Cálculo y resolución
Para la resolución de estos sistemas, se debe considerar los factores físicos que influyen en el comportamiento de las tuberías, tales como:
- Factores físicos, etc., de cada una de las tuberías del sistema. Tomando como referencia al Sistema Internacional de Unidades, entre los factores físicos importantes están: la longitud {\displaystyle (L)} de la tubería, el diámetro interno {\displaystyle (D)} de la tubería, el caudal {\displaystyle (Q)} circulante por la tubería, el factor de fricción propio de la tubería y el valor de la constante gravitatoria terrestre estándar, {\displaystyle g=9.80665[m/s^{2}]}.[1]

- Factores físicos, etc., de los accesorios que están incluidos en el sistema. Se entiende por perdida de carga secundaria (perdida de carga local), a la pérdida de carga producida en algún accesorio que interrumpe cualquier tubería del sistema. Los accesorios pueden ser cuplas, niples, codos, llaves o válvulas, "T", ampliaciones (gradual o brusca), reducciones (gradual o brusca), uniones, etc. Debido al valor de esta magnitud, se recomienda que esta perdida sea considerada en el cálculo de la pérdida de carga de la tubería.

- Para simplificar los cálculos de estos sistemas, es recomendable asignar a las pérdidas locales por accesorios, un valor en porcentaje de la pérdida de carga individual de una tubería donde está incluido el accesorio. De esta manera la longitud de la tubería individual es significativamente mayor a la longitud real de la tubería.

En cualesquiera de los casos, se hace amplio uso del Teorema de Oros
La resolución de sistemas de tuberías en paralelo, emplea fórmulas empíricas tales como: Darcy-Weisbach, Manning, Hazen-Williams, Kutter y otras.